# Harry Ewing (baron Ewing de Kirkford)
Pour les articles homonymes, voir Harry Ewing.
Harry Ewing (20 janvier 1931 - 9 juin 2007) est un homme politique travailliste écossais. Il est député pendant 21 ans, d'une élection partielle en 1971 jusqu'à l'élection générale de 1992, date à laquelle il devient pair à vie. Il est ministre subalterne au Scottish Office de 1974 à 1979, responsable de la décentralisation, puis préside la Convention constitutionnelle écossaise de 1989 à 1996.

## Jeunesse
Ewing est né à Cowdenbeath, où son père, William Ewing, est mineur et militant du parti travailliste. Il fait ses études à l'école primaire de Foulford et à l'école secondaire Beath, et fait son service national dans la Royal Air Force de 1949 à 1951. Il travaille comme monteur dans une fonderie, où il est actif au sein du Syndicat fusionné des travailleurs de la fonderie, puis devient facteur en 1962, militant au sein du Syndicat des travailleurs des postes.

## Carrière parlementaire
Il se présente pour le Parti travailliste dans le siège conservateur sûr d'East Fife aux élections générales de 1970, perdant face au député en exercice Sir John Gilmour. Il est élu député de Stirling et Falkirk lors d'une élection partielle en septembre 1971, à la suite du décès de Malcolm MacPherson. Son siège est rebaptisé Stirling, Falkirk et Grangemouth pour les élections générales de février 1974 ; malgré les gains des nationalistes écossais, il conserve le siège en février et en octobre 1974, mais avec une majorité très réduite. Harold Wilson le nomme sous-secrétaire d'État pour l'Écosse avec la responsabilité de la dévolution et des affaires intérieures, conservant ce poste sous James Callaghan alors que le gouvernement travailliste avance avec une proposition de dévolution écossaise. Le référendum éventuel de mars 1979 n'est pas adopté par une majorité suffisante. Le gouvernement travailliste quitte le pouvoir aux élections générales de 1979, bien qu'Ewing ait conservé son siège avec une majorité considérablement accrue. Il devient un porte-parole de premier plan sur l'industrie écossaise en 1981. Il arrive troisième au scrutin pour la présidence du Parti travailliste parlementaire en novembre 1981. Son siège est redécoupé à nouveau aux élections générales de 1983, et il est réélu pour le siège de Falkirk East, et devient porte-parole sur les questions commerciales et industrielles sous Neil Kinnock. Il est réélu en 1987 et quitte sa position de banc avant. Il est coprésident avec David Steel de la Convention constitutionnelle écossaise formée en 1989 pour planifier la dévolution de l'Écosse qui est prévue si le parti travailliste remporte les élections générales de 1992. Les travaillistes perdent les élections et les plans sont mis de côté. Ewing prend sa retraite de la Chambre des communes aux élections générales de 1992.

## Chambre des lords
Après sa retraite, il est créé pair de vie prenant le titre baron Ewing de Kirkford, de Cowdenbeath  dans le District de Dunfermline le 17 juillet 1992. Il devient porte-parole travailliste sur les affaires écossaises à la Chambre des lords, mais démissionne en novembre 1996, ainsi que de son poste à la Convention constitutionnelle. Il préside une enquête sur le logement des handicapés en 1993 et est nommé lieutenant adjoint de Fife en 1995. Il est président du Fife Healthcare NHS Trust de 1996 à 1998, président honoraire de la Brigade des filles d'Écosse et patron de Scottish Overseas Aid. Il est membre à vie du Cowdenbeath Football Club (le Brésil bleu).
Lord Ewing, qui vivait à Fife, est décédé d'un cancer à l'hôpital de Dunfermline en juin 2007, à l'âge de 76 ans. Il épouse Margaret Greenhill en 1954, et a un fils Alan et une fille Alison.